# Gamboins
Les Gamboins (gamboínos en espagnol) étaient des partisans de la lignée du Guipuscoa des Gamboa. Durant le Moyen Âge, ils se sont affrontés aux Oñaciens (oñacinos en espagnol) en portant de véritables batailles rangées ou des faits comme l'incendie de Mondragón en 1448. Ils avaient comme alliés les agramontais (agramonteses en espagnol) et le Royaume de Navarre. La tête de la lignée Gamboine - ou Gamboíno - indistinctement utilisée avec « m » ou « n » - semble avoir été Sancho Vélez de Guevara, petit-fils de Sancho García de Salcedo, Seigneur d'Ayala autour de 1150. De Sancho Vélez de Guevara, ses frères et fils, vient la descendance du nom Gamboa dans la péninsule Ibérique et dans les pays d'Amérique latine.

## Référence
- (es) Cet article est partiellement ou en totalité issu de l’article de Wikipédia en espagnol intitulé « Gamboínos » (voir la liste des auteurs).